# Việc hoãn lại cuộc bầu cử Hội đồng Lập pháp Hồng Kông 2020

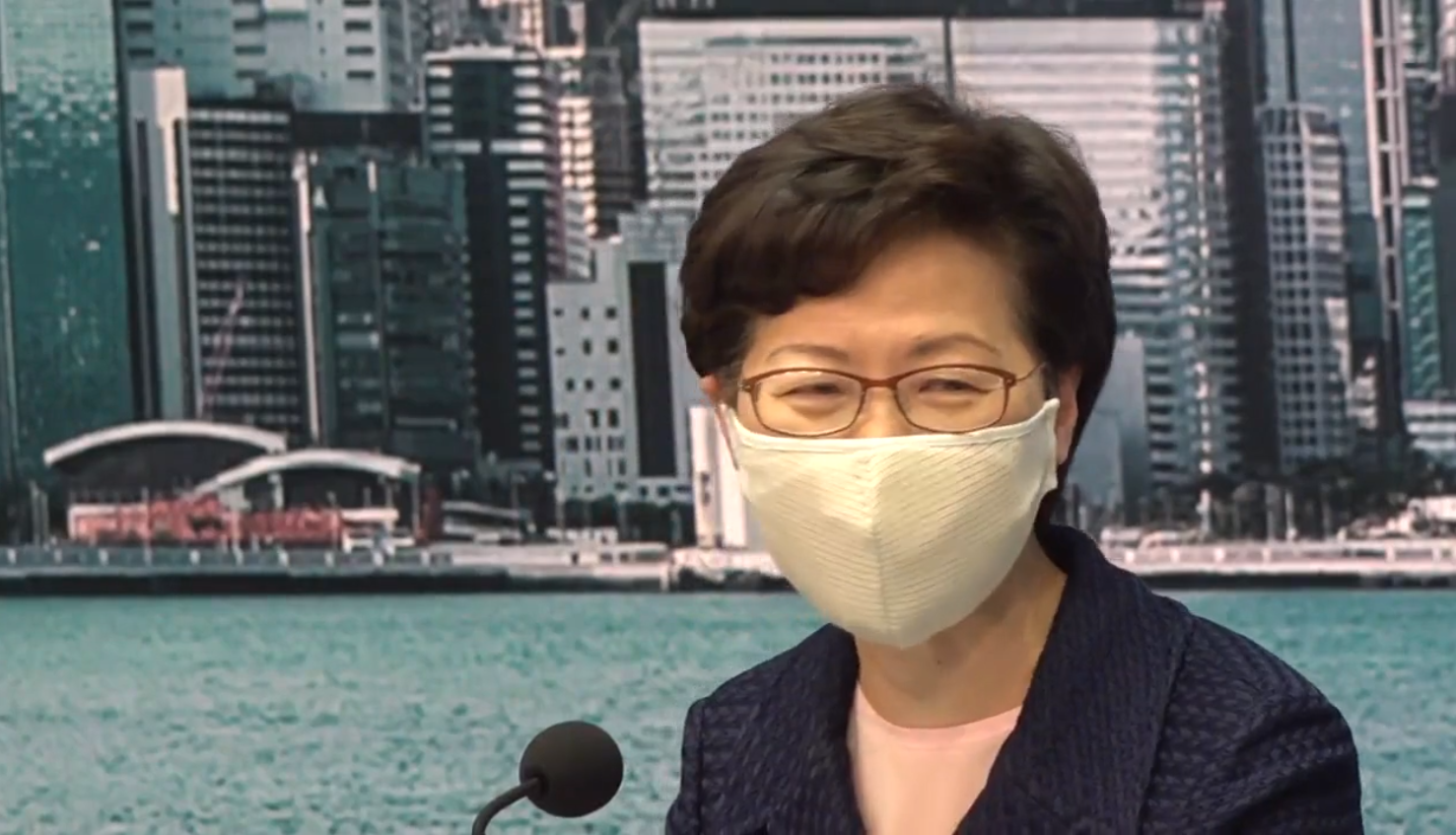
Đặc khu trưởng Hồng Kông Lâm Trịnh Nguyệt Nga tại cuộc họp báo thông báo hoãn cuộc bầu cử vào ngày 31 tháng 7 năm 2020.

Tuyển cử Hội đồng Lập pháp Hồng Kông năm 2020 ban đầu được lên kế hoạch ngày 6 tháng 9 năm 2020 cho đến khi nó bị chính phủ hoãn lại một năm đến ngày 5 tháng 9 năm 2021. Vào ngày 31 tháng 7 năm 2020, Trưởng quan hành chính Hồng Kông Lâm Trịnh Nguyệt Nga viện dẫn Pháp lệnh Quy định khẩn cấp, để hoãn cuộc bầu cử theo quyền lực khẩn cấp của mình, với lý do số ca mắc COVID-19 tại đặc khu hành chính này ngày càng gia tăng. Động thái này đã được Bắc Kinh tán thành.
Bất chấp việc bà Lâm phủ nhận bất kỳ tính toán chính trị nào, sự trì hoãn được coi là đòn giáng mạnh vào trận doanh dân chủ, những người mà muốn đạt được đa số ghế bằng cách tận dụng chiến thắng trong tuyển cử Hội đồng cấp quận năm 2019, cũng như làn sóng biểu tình lớn phản đối chính phủ và lo ngại về luật an ninh quốc gia mới do Bắc Kinh áp đặt lên Hồng Kông. Đây cũng được coi là động thái mới nhất trong một loạt các động thái quyết liệt nhanh chóng của chính quyền Bắc Kinh nhằm ngăn chặn đà đối lập và vô hiệu hóa phong trào ủng hộ dân chủ. Ngay trước thông báo, 12 ứng cử viên phe đối lập đã bị truất quyền tranh cử, đồng thời 4 cựu thành viên của một nhóm sinh viên ủng hộ độc lập cho Hồng Kông, Studentlocalism, tuổi từ 16 đến 21 cũng bị bắt vì đăng bài ủng hộ độc lập trên mạng xã hội theo luật an ninh quốc gia mới được ban hành.

## Bối cảnh

### Biểu tình chống dẫn độ và bầu cử Hội đồng quận

Bản đồ kết quả bầu cử Hội đồng quận năm 2019 theo tỷ lệ phiếu bầu giữa phe ủng hộ dân chủ và ủng hộ Bắc Kinh.

Vào giữa năm 2019, chính quyền của Lâm Trịnh Nguyệt Nga thúc đẩy sửa đổi luật dẫn độ, nhưng đã tạo ra một cuộc khủng hoảng chính trị chưa từng có ở Hồng Kông. Hơn một triệu người đã tuần hành phản đối dự luật vào giữa tháng 6 và dẫn đến các cuộc đụng độ ác liệt giữa cảnh sát và người biểu tình bên ngoài Khu liên hợp Tổng bộ chính phủ vào ngày 12 tháng 6.
Các cuộc biểu tình trở nên kéo dài và leo thang hơn khi bà Lâm từ chối rút hoàn toàn dự luật, dẫn đến một số lượng lớn người dân có tâm lý không ủng hộ chính phủ như trong cuộc bầu cử Hội đồng quận tháng 11, sự kiện mà các đảng thân Bắc Kinh phải hứng chịu thất bại lịch sử, khiến họ mất khoảng 2/3 số ghế. Còn những người ủng hộ đảng dân chủ đã nhảy từ khoảng 124 lên 388 ghế và kết quả là kiểm soát 17 trên 18 Hội đồng quận hiện có.
Chiến thắng lở đất đã thúc đẩy đáng kể tinh thần của những người ủng hộ dân chủ, những người mà chỉ cần nhắm mắt đã phần lớn vào Hội đồng Lập pháp vào năm 2020. Đới Diệu Bình, người khởi xướng các phong trào Chiếm lĩnh 2014, đưa ra giả thiết là cơ hội những người dân chủ giành được hơn một nửa số ghế để ngăn chặn các dự luật của chính phủ bao gồm một số luật dự kiến của Điều 23 Luật Cơ bản, cũng như gây áp lực cho chính quyền thực hiện năm yêu sách biểu tình chính. Ông cũng khởi xướng "kế hoạch ThunderGo 2.0", nhân đôi cơ chế phối hợp "cử tri thông minh" của ông trong cuộc bầu cử năm 2016 để bỏ phiếu chiến lược nhằm tăng cơ hội cho các ứng cử viên dân chủ.

### Luật an ninh quốc gia

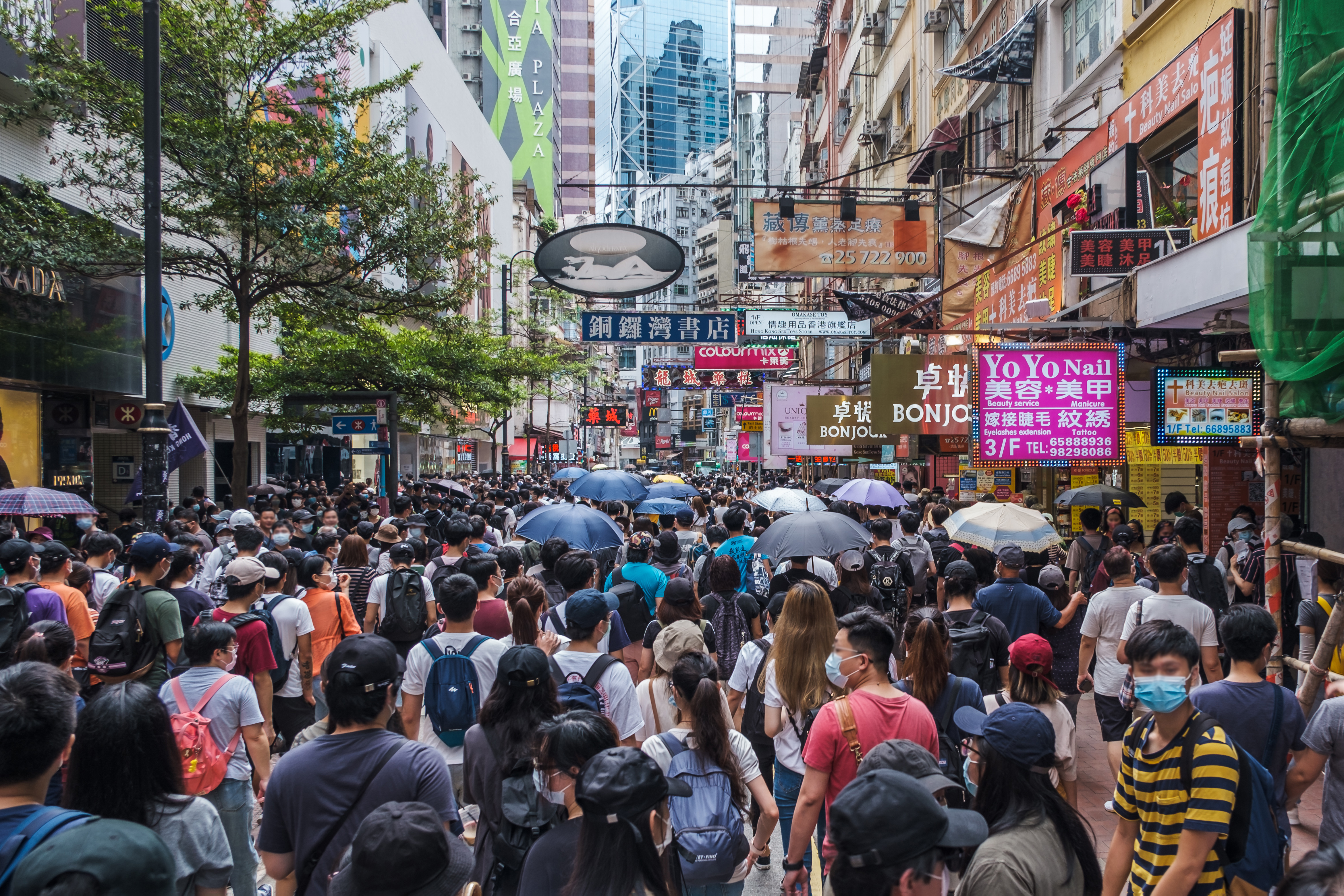
Vào ngày 1 tháng 7 năm 2020, một ngày sau khi luật an ninh quốc gia có hiệu lực, hàng chục nghìn người Hồng Kông đã tụ tập để tuần hành trên các đường phố ở Causeway Bay.

Vào tháng 5 năm 2020, chính quyền trung ương ở Bắc Kinh đã đề xướng một kế hoạch thực thi luật an ninh quốc gia đối với Hồng Kông, trong đó nổi bật là hình sự hóa "chủ nghĩa ly khai, lật đổ, khủng bố và can thiệp từ nước ngoài", mà nhiều người giải thích là đàn áp tự do dân sự, chỉ trích chính phủ và phong trào độc lập. Phe dân chủ và các chính trị gia khác bày tỏ lo ngại các kế hoạch của Trung Quốc sẽ làm suy yếu quyền tự trị của Hồng Kông và nguyên tắc "Một quốc gia, hai chế độ". Lãnh đạo Đảng Công dân Dương Nhạc Kiều cho biết các chi tiết của đạo luật cho thấy "quyền lực của Bắc Kinh đang đâm thẳng vào các cơ quan tư pháp và hành chính của Hồng Kông như một thanh kiếm". Ông cũng cảnh báo rằng "cơn ác mộng tồi tệ nhất của Hồng Kông đã được vạch ra" và nói thêm việc thiếu chi tiết về các hành động vi phạm cụ thể là "cực kỳ đáng lo ngại". Đại hội Đại biểu Nhân dân toàn quốc đã phê chuẩn các kế hoạch kiến tạo luật vào ngày 29 tháng 5 năm 2020 và Ủy ban Thường vụ Đại hội Đại biểu Nhân dân toàn quốc (NPCSC) sau đó được triệu tập để soạn thảo các chi tiết của luật.
Vào tháng 6, Cục trưởng Cục Công việc Nội địa và Chế độ chính trị Tằng Quốc Vệ đề xuất bất kỳ ai phản đối luật an ninh quốc gia sắp tới ngay lập tức sẽ bị loại khỏi cuộc bầu cử Hội đồng Lập pháp vào tháng Chín. Ông nhấn mạnh rằng trách nhiệm của mỗi người là bảo vệ an ninh quốc gia, và việc áp dụng luật an ninh "chỉ là tự nhiên". Dương Nhạc Kiều mô tả các bình luận của ông Tằng như một hình thức "đe dọa phi logic và vô trách nhiệm" đối với các ứng cử viên đối lập tiềm năng. Đại biểu của Đặc khu hành chính Hồng Kông tại NPCSC Đàm Diệu Tông cho hay việc không tuân thủ luật mới có thể dẫn đến việc không đủ tư cách ứng cử. "Yêu cầu này là đúng đắn và hợp lý. Là thành viên của LegCo, bạn là một phần của chính phỉ", Đàm nói. "Không có lý do gì để bạn phản đối [nguyên tắc] 'một quốc gia' hoặc gây tổn hại cho an ninh quốc gia... hoặc kích động người khác chia rẽ đất nước." 
Vào ngày 30 tháng 6, NPCSC nhất trí thông qua luật an ninh quốc gia mà không tiết lộ đầy đủ nội dung của luật. Vài giờ sau khi có tin, các thành viên hàng đầu của Demosistō Hoàng Chi Phong, La Quan Thông, Châu Đình và Jeffrey Ngo tuyên bố rời khỏi đảng phái. Sau đó, Demosistō tuyên bố sẽ giải tán cùng ngày, tuyên bố việc từ chức của một số thành viên chủ chốt theo luật an ninh quốc gia khiến họ gặp khó khăn trong việc tiếp tục hoạt động. Cựu chủ tịch của Demosistō, La Quan Thông, một trong ứng cử viên của cuộc bầu cử sơ bộ của phe dân chủ đã phải chạy trốn khỏi Hồng Kông cũng như bỏ cuộc chạy đua để phản ứng lại với luật an ninh.
Bốn cựu thành viên của hội sinh viên ủng hộ độc lập cho Hồng Kông, Studentlocalism, tuổi từ 16 đến 21, trong đó có Chung Hàn Lâm (Tony Chung), 19 tuổi, đã bị bắt vì nội dung của các bài đăng trên mạng xã hội vào ngày 29 tháng 7. Các bài viết có nội dung thành lập một nước cộng hòa độc lập của Hồng Kông, cũng như đoàn kết tất cả các nhóm chính trị ủng hộ độc lập bằng mọi cách. Giám đốc cấp cao của cơ quan an ninh quốc gia mới, Steve Li, đã trích dẫn Điều 21 Luật an ninh, trong đó nêu rõ rằng việc đưa ra các tuyên bố cổ vũ ly khai sẽ gây ra sự kích động, và không cần thiết phải đánh giá xem ai đó có thực sự bị xúi giục bởi nội dung đó hay không.
Ngày 31 tháng 7, truyền thông nhà nước Trung Quốc đưa tin cảnh sát Hồng Kông đã ra lệnh bắt giữ 6 nhà hoạt động phe dân chủ, hiện sống lưu vong, vì tình nghi vi phạm luật an ninh quốc gia, trong đó có La Quan Thông (Nathan Law), cựu nhân viên lãnh sự quán Anh Trịnh Văn Kiệt (Simon Cheng), và các nhà hoạt động ủng hộ độc lập Ray Wong, Wayne Chan, Honcques Laus và Samuel Chu. Bản báo cáo cho biết sáu người trên bị truy lùng vì "tội xúi giục ly khai và cấu kết với các thế lực nước ngoài".

### Bầu cử sơ bộ phe dân chủ

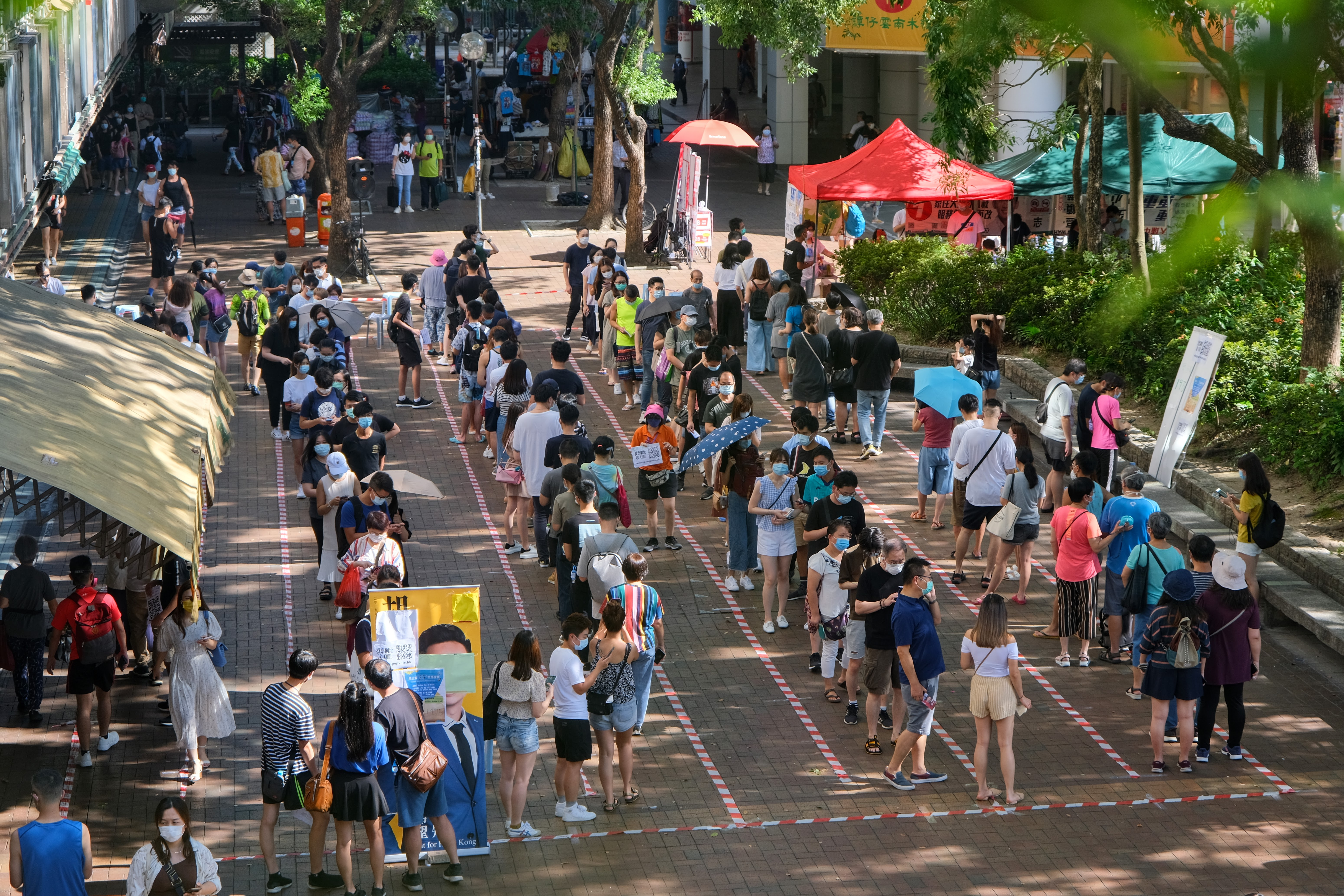
Cử tri xếp hàng bên ngoài điểm bỏ phiếu trong cuộc bầu cử sơ bộ ủng hộ dân chủ tại Tai Po Plaza vào ngày 12 tháng 7 năm 2020.

Được tổ chức bởi Đới Diệu Đình và cựu dân biểu Âu Nặc Hiên và được thực hiện bởi nhóm chính trị Động lực Dân chủ, các cuộc bầu cử sơ bộ phái dân chủ đã được tổ chức vào ngày 11 và 12 tháng 7 với mục đích tìm ứng viên cho mỗi quận để tham gia tranh cử Hội đồng Lập pháp năm nay. Tổng số 52 ứng cử viên từ các phong trào dân chủ đã tham gia vào cuộc bầu cử. Hơn 590.000 phiếu bầu điện tử và hơn 20.000 phiếu bầu bằng giấy đã được ghi nhận trong suốt hai ngày bỏ phiếu, hơn 13% tổng số cử tri đã đăng ký và vượt xa 170.000 lượt bỏ phiếu dự kiến của ban tổ chức bất chấp các mối đe dọa từ luật an ninh mới được ban hành.

## Việc hoãn lại
Vào ngày 31 tháng 7 năm 2020, ngày cuối cùng của giai đoạn chọn ứng cử viên trong quy trình bầu cử, Lâm Trịnh Nguyệt Nga thông báo viện dẫn Pháp lệnh Quy định khẩn cấp để hoãn cuộc bầu cử lại một năm, với lý do sự bùng phát trở lại của virus SARS-CoV-2.
"Quyết định hoãn cuộc bầu cử LegCo năm 2020 không liên quan gì đến chính trị, và cũng không dính dáng gì đến kết quả có thể xảy ra trong vòng bầu cử này", Lâm tuyên bố. "Nó hoàn toàn dựa trên cơ sở bảo vệ sức khỏe và sự an toàn của người dân Hông Kông." Bà cũng lưu ý rằng với 4,4 triệu cử tri đã đăng ký ở Hồng Kông, tổng tuyển cử sẽ là "một cuộc tụ tập quy mô lớn và nguy cơ lây nhiễm vô cùng cao", đặc biệt là đối với những người lớn tuổi trong khi các biện pháp ngăn cách xã hội sẽ ngăn cản các ứng cử viên tham gia, bà cũng nói thêm rằng nhiều cử tri đăng ký ở Trung Quốc đại lục và ở nước ngoài sẽ không thể tham gia bầu cử trong khi các biện pháp kiểm dịch tại biên giới được thực hiện. Lâm đề cập đến sự cần thiết của tất cả các cuộc bầu cử phải được tiến hành công bằng, công khai và trung thực.
Theo luật hiện hành, trưởng đặc khu có thể trì hoãn một cuộc bầu cử 14 ngày nếu người đó tin rằng cuộc bầu cử có thể bị "cản trở, gián đoạn, phá hoại hoặc bị ảnh hưởng nghiêm trọng bởi bạo loạn, bạo lực công khai hoặc bất kỳ mối nguy hiểm nào đối với sức khỏe và an toàn cộng đồng." Tuy nhiên, Lâm đã hoãn cuộc bầu cử cho đến ngày 5 tháng 9 năm 2021 theo Pháp lệnh Quy định Khẩn cấp, cái mà cho phép người đứng đầu chính phủ có quyền hạn khẩn cấp một cách rộng rãi để đưa ra bất kỳ quy định nào được coi là "mong muốn vì lợi ích công cộng", ở đây là sự không chắc chắn về sự bùng phát COVID-19 khiến việc trì hoãn 14 ngày là không thực tế. Vì Điều 69 Luật Cơ bản chỉ quy định nhiệm kỳ của mỗi thành viên LegCo sẽ là bốn năm, có nghĩa là nhiệm kỳ của Hội đồng Lập pháp khoá thứ 6 phải kết thúc vào ngày 30 tháng 9 năm 2020, sự trì hoãn đã tạo ra một rào cản trong Hội đồng Lập pháp giữa ngày 30 tháng 9 năm 2020 và cuộc bầu cử tiếp theo. Về việc đó, trưởng đặc khu cho biết bà đã báo cáo khẩn cấp lên chính quyền trung ương để xin sự hỗ trợ và hướng dẫn từ cơ quan này. Về cách giải quyết những vướng mắc của hội đồng lập pháp do việc trì hoãn, Chính phủ nhân dân Trung ương sẽ trình lên Ủy ban Thường vụ Đại hội Đại biểu Nhân dân toàn quốc và để ủy ban lập pháp này quyết định.
Hội đồng Hành chính Hồng Kông ngày 1 tháng 8 năm 2020 đã viện dẫn Pháp lệnh Quy định Khẩn cấp để đưa ra "Pháp lệnh (thay đổi ngày Tổng Tuyển cử) (Hội đồng Lập pháp Hồng Kông khóa VII) Quy định khẩn cấp", qua đó chính thức đình chỉ quá trình tuyển cử.

## Quyết định từ Uỷ ban Thường vụ
Vào ngày 11 tháng 8, Ủy ban Thường vụ Đại hội Đại biểu Nhân dân Toàn quốc Cộng hoà Nhân dân Trung Hoa (NPCSC) đã nhất trí thông qua quyết định cho phép Hội đồng Lập pháp Hồng Kông khóa VI đương nhiệm được kéo dài thời gian hoạt động không dưới một năm. Tuy nhiên, nó lại không giải thích cơ sở pháp lý cho việc gia hạn mâu thuẫn với thời hạn quy định tại Điều 69 Luật Cơ bản, cũng như không đề cập đến tình trạng của bốn nhà lập pháp đương nhiệm đã bị các quan chức chính phủ cấm tái tranh cử vào tháng bảy. Mặc dù vậy, Trưởng quan hành chính đặc khu, Lâm Trịnh Nguyệt Nga, vẫn bày tỏ "lòng biết ơn chân thành" đối với NPCSC, "một lần nữa thể hiện sự quan tâm và hỗ trợ của Chính phủ Trung ương đối với Đặc khu hành chính Hồng Kông", bà tuyên bố.